# Degache (délégation)
Degache est une délégation tunisienne dépendant du gouvernorat de Tozeur.
En 2004, elle compte 26 596 habitants dont 12 823 hommes et 13 773 femmes répartis dans 5 453 ménages et 5 671 logements.